# Németh Béla (atléta)
Németh Béla (Csögle, 1906. május 3. – Budapest, 2000. március 12.) atléta, hosszútávfutó, magyar bajnok.

## Élete
1906. május 3-án született Csöglén, sokgyermekes családban. Kora gyermekkorában elveszítette testvéreit és szüleit, kamaszkorában már egyedül költözött fel a fővárosba, ahol - hogy megéljen - kenyérgyári munkás lett, péksegéd. Nagyon szeretett futni, csakhamar lejárt a MAC sportegyesületbe munkaidő után. Annak személye, aki bátorította az edzésekre, aki felfigyelt a tehetségére, sajnos nem ismert. Első sikereit 1936-ban jegyezték, ekkor már csapatban és egyénileg is versenyzett, a Magyar Athlétikai Club jegyzett versenyzője volt. Nagyon vékony termete és hosszú lábai miatt  edző - és versenytársaitól a "Cinege" becenevet kapta.
Legnagyobb sikereit épp a vészkorszak legsötétebb óráiban érte el, 1944-ben, amikor egy tavaszi megmérettetés után úgy nyilatkozott, hogy nagyon boldog, mert húszéves munkája eredményeként állhat fel a dobogó legfelső fokára. Ennek alapján feltételezhető, hogy 1924-1925 körül kezdett komolyan, tudatosan edzeni, tehát körülbelül tizenhét éves korában. Ekkor edzője Farkas Mátyás ezekkel a szavakkal fejezte ki elismerését:
-Németh győzelmét vártam. Ezzel a győzelemmel a legbecsületesebb dolgozó atlétám aratta diadalát. Némethet a szorgalom és szerénység mintaképéül állítom a fiatalság elé...
Első sikereit csapatban érte el, 5000 méteres síkfutásban:
1937. Magyar Athletikai Club (Szabó Miklós, Németh Béla, Csaplár András, Rátonyi Sándor, Vörös Viktor) 28 
1938. Magyar Athletikai Club (Németh Béla, Iglói Mihály, Csaplár András, Szabó Miklós, Rátonyi Sándor) 21 
1939. Magyar Athletikai Club (Csaplár András, Németh Béla, Szabó Miklós, Iglói Mihály, Fülöp József) 23 
1940. Magyar Athletikai Club (Szabó Miklós, Csaplár András, Németh Béla, Iglói Mihály, Rátonyi Sándor) 41 
és 
1943. Magyar Athletikai Club (Németh Béla, Izsóf Alajos, Szabó Miklós, Iglói Mihály, Garay Sándor) 31
Egyéniben fő versenyszáma a 10000 méter volt, legnagyobb hazai ellenfele a Vasasban igazolt Szilágyi(en).
Országos bajnok lett 1946-ban, ekkor már az MTE sportolójaként, de ezt a győzelmét sok kisebb országos versenyen szerzett győzelem előzte meg, ahol az időeredménye 30-31 perc között volt. Ennek ellenére bajnoki címét 32 perc felett regisztrálták.
1946. Németh Béla, MTE 32:26.2
Részt vett L'Humanité versenyeken(ru) és szerte Európában Munkásolimpiákon, ahol pontszerző, valamint második és harmadik helyeket ért el. Sportpályafutása nagy pillanata volt a "Flying Finn"  Nourmi mellett futni, és annak dacára, hogy legyőzni nem tudta, élete végéig nagy szeretettel emlékezett vissza a nemzetközi versenyeire.
1940-ben feleségül vette Lamos Margit magyar gerelyhajítónőt, házasságukból egy leánygyermekük született.
A háború után a Testnevelési Főiskolán szerzett oklevelet atlétika edzőként, a MAFC és az FTC pályáin nevelte az utánpótlást a magyar sportélet számára és szerettette meg az atlétikát több ezer kiskamasszal a Ráckevei edzőtáborban nyaranként is. Pályabíróként részt vett majd' minden atlétika versenyen, még jóval nyugdíjas kora után is dolgozott, nyolcvanéves kora után a Népligeti sportpálya konditermében lehetett őt megtalálni. 2000. februárjában érte szélütés, ebédidőben, a mentő a munkahelyéről vitte el. Március 12-én halt meg, 94 éves korában.